# 6.25사변종군기장
6.25사변종군기장은 6.25 전쟁 참전 군인, 경찰들에게 주어진 종군기장으로 유엔군 소속 외국 군인들에게도 수여되었다.

## 개요
대통령령 제390호에 의거하여 수여되었으며 모양은 원형 메달로 수(綬)가 달린 형태. 앞면에는 대한민국도형, 탄환, 월계엽이, 뒷면에는 '六二五사변종군기장', '대한민국'이 새겨져있다.